# South Uist
South Uist é uma ilha das Hébridas Exteriores, na Escócia, com 320 km2.